# My Favourite Album
My Favourite Album (en español Mi Álbum Favórito) fue una encuesta nacional realizada por la Australian Broadcasting Corporation para descubrir el álbum más popular para Australia. La votación se realizó por teléfono, SMS o por el sitio de la ABC, entre el 20 de septiembre de 2006 y la medianoche del 18 de octubre de 2006. La mayor parte de la promoción de la encuesta se realizó a través del programa de trivia musical Spicks and Specks y de la estación de radio juvenil Triple J. El resultado final, votado por más de 100,000 televidentes, tuvo a Dark Side of the Moon' de Pink Floyd como el álbum favorito de Australia. El artista australiano mejor posicionado en la lista es Midnight Oil con 10,9,8,7,6,5,4,3,2,1 en el puesto 23.
El "Top Ten" de los resultados de la votación salió al aire a las 7.30pm del domingo 3 de diciembre de 2006, por ABC TV, ante un público en el estudio y un panel que consistía de la comediante Judith Lucy, el juez de Australian Idol Ian Dickson, Spiderbait el músico Kram, el cantante Renée Geyer y el comediante Chas Licciardello. Entre segmentos del show, el comediante Alan Brough discutió sobre curiosidades poco usuales surgidas en la encuesta. El show fue conducido por el presentador de Triple J Myf Warhurst. Este show, que duró 90 minutos, fue repetido a las 3pm del 7 de enero de 2007.

## Top 10
Los 10 álbumes más votados son:
1. Dark Side of the Moon - Pink Floyd
2. Grace - Jeff Buckley
3. OK Computer - Radiohead
4. Abbey Road - The Beatles
5. Sgt. Pepper's Lonely Hearts Club Band - The Beatles
6. Nevermind - Nirvana
7. Led Zeppelin IV - Led Zeppelin
8. Blood Sugar Sex Magik - Red Hot Chili Peppers
9. Bat Out of Hell - Meat Loaf
10. The Joshua Tree - U2